# Ion I. Câmpineanu
Ion I. Câmpineanu, né le 10 octobre 1841 à Bucarest et mort dans la même ville le 13 novembre 1888, est un ministre et homme politique roumain membre du Parti national libéral.
Ion Câmpineanu a participé à plusieurs gouvernements et assuma des fonctions publiques.

## Fonctions ministérielles
- Ministre de la Justice (du 27 janvier 1877 au 23 septembre 1877)
- Ministre des Finances (du 23 septembre 1877 au 25 novembre 1878, puis du 25 février 1880 au 15 juillet 1880)
- Ministre des Affaires étrangères (de 1878 à 1879 et 1885)
- Ministre de l'Agriculture (du 1er avril 1883 au 2 février 1885)

## Autres fonctions
- Maire de Bucarest (en 1887)
- Gouverneur de la Banque nationale de Roumanie (en 1888) peu de temps avant son décès.

## Culture
En avril 1836, l'écrivain et poète Ion Heliade Rădulescu et le ministre roumain Ion Câmpineanu fondent la Societatea Filarmonica, puis achètent l'auberge Câmpinencii afin de  construire le futur théâtre national de Bucarest sur ce site. Ils commencèrent à collecter de l'argent et des matériaux pour ce projet culturel.